# Mostîska Druhi, Mostîska
Mostîska Druhi (în ucraineană Мостиська Другі) este o comună în raionul Mostîska, regiunea Liov, Ucraina, formată numai din satul de reședință.

## Demografie
Componența lingvistică a comunei Mostîska Druhi
     Ucraineană (95,85%)
     Rusă (1,24%)
     Alte limbi (0,41%)
Conform recensământului din 2001, majoritatea populației comunei Mostîska Druhi era vorbitoare de ucraineană (95,85%), existând în minoritate și vorbitori de polonă (2,49%) și rusă (1,24%).